# Shambhala (film)
Pour les articles homonymes, voir Shambala.
Pour plus de détails, voir Fiche technique et Distribution.
Shambhala (शम्भाला), ou Shambhala, le Royaume des cieux, est un film dramatique multinational réalisé par Min Bahadur Bham et sorti en 2024. Le film est coproduit par le Népal, le Qatar, les États-Unis, la Chine; Taïwan, la Norvège et la France.
Il est présenté en février 2024 à la Berlinale. Il met en scène une femme partant avec son cheval dans l'Himalaya à la recherche de l'un de ses maris.

## Synopsis
Pema, une femme pleine d'entrain, vit dans le village polyandre de l'Himalaya népalais avec son mari Tashi et ses deux frères, qui sont aussi ses maris. Leur vie est paisible jusqu'à ce que Tashi disparaisse lors d'un voyage d'affaires à Lhassa et que la légitimité de l'enfant à naître est remise en question par la communauté. Elle décide de partir à la recherche de Tashi pour laver son nom et montrer son dévouement. Elle est rejointe par Karma, un de ses beaux-frères et un moine. Karma a d'abord du mal à s'adapter à la vie du monde, mais il apprend vite à en profiter. Cependant, il doit retourner à son monastère pour des raisons urgentes et Pema continue seule. Son voyage ne consiste pas seulement à retrouver Tashi, mais aussi à se retrouver elle-même et sa liberté. En voyageant à cheval à travers le paysage sublime des montagnes himalayennes, elle devient plus spirituelle et éclairée à chaque pas,.

## Fiche technique
- Titre français : Shambhala ou Shambhala, le Royaume des cieux
- Titre original : शम्भाला
- Réalisation : Min Bahadur Bham
- Scénario : Min Bahadur Bham, Abinash Bikram Shah
- Photographie : Aziz Zhambakiev
- Montage : Ching-Sung Liao, Kiran Shrestha
- Musique : Nhyoo Bajracharya
- Pays de production :  Népal,  Qatar,  États-Unis,  Taïwan,  Norvège et  France
- Langues originales : népalais, tibétain
- Format : couleur
- Genre : drame
- Durée : 150 minutes
- Dates de sortie : 
  - Allemagne : 23 février 2024 (Berlinale)
  - France : 4 décembre 2024[3]

## Distribution
- Thinley Lhamo : Pema
- Sonam Topden : Karma
- Tenzing Dalha : Tashi
- Karma Wangyal Gurung : Dawa
- Karma Shakya (en) : Ram Sir
- Loten Namling : Rinpoché
- Tsering Choden : la mère de Pema
- Choney Gurung : la grand-mère
- Phurba Tsepten Gurung : le père de Pema
- Tsering Lhamo Gurung : la femme de l'ami de Tashi
- Tsering Choeble Towa : l'ami de Tashi
- Janga Bahadur Lama : le berger

## Production
Le film est réalisé par Min Bahadur Bham, qui a également écrit le scénario avec Abinash Bikram Shah. Le titre du film « Shambhala » fait référence à un lieu mythologique de l'Himalaya. Dans la croyance hindoue, c'est le lieu de naissance de l'incarnation Kalkî.
Des sociétés polyandres existent encore aujourd'hui dans l'Himalaya, notamment dans la vallée de Tsum. Dans des pays comme le Tibet et le Népal, la polygamie est autorisée.
Dans le film, Thinley Lhamo incarne la jeune femme enceinte nommée Pema, qui a deux maris.

## Sortie et accueil
La première du film s'est déroulé le 23 février 2024 au Festival international du film de Berlin, où le film est projeté en compétition.

## Distinction

### Sélection
- Berlinale 2024 : sélection officielle, en compétition[5]